# DallasK
Dallas Koehlke, plus connu sous le nom de scène DallasK, est un disc jockey américain basé à Los Angeles.
Actif depuis 2010, il est connu pour ses collaborations avec Hardwell et Tiësto : Area 51 et Show Me se classèrent respectivement 1er et 3e du Top 100 sur la plate-forme de téléchargement Beatport. Musical Freedom, Revealed Recordings ou encore Ultra Records sont ses principaux labels.

## Discographie

### Singles
- 2011 : Hyphy [Funkk Sound Recordings]
- 2011 : Crush [Burn The Fire]
- 2011 : Front / Back [Bazooka Records]
- 2011 : Jupiter [Bazooka Records]
- 2013 : Vice [Kindergarten Recordings]
- 2013 : Heaven
- 2013 : Alienz [Kindergarten Recordings]
- 2014 : Blackmail (avec Henry Fong) [Ultra]
- 2014 : Orion [Ultra]
- 2014 : Burn (avec KSHMR) [Revealed Recordings]
- 2014 : Burn (Let Your Mind Go) (avec KSHMR ft Luciana)  [Spinnin' Récords]
- 2015 : Superfuture
- 2015 : Area51 (avec Hardwell) [Revealed Recordings]
- 2015 : Crash 2.0 (Adventure Club vs Dallask) [BMG Rights Management US]
- 2015 : Show Me (avec Tiësto) [Musical Freedom]
- 2015 : Retrograde [Revealed Recordings]
- 2015 : Kaya [Revealed Recordings]
- 2016 : Powertrip [Revealed Recordings]
- 2016 : Your Love (avec Tiësto) [Musical Freedom]

### Remixes
- 2011 : Meaux Green - Poppin' Bubbly (DallasK Remix) [Funkk Sound Recordings]
- 2011 : Spencer & Hill - One Touch Away (DallasK Remix) [Bazooka Records]
- 2013 : T.I., Pharrell, Robin Thicke - Blurred Lines (DallasK Remix) [Star Trak, LLC]
- 2013 : Ghost Beach - Miracle (DallasK Remix) [Nettwerk]
- 2013 : Botnek - Through the Night (DallasK Remix) [Dim Mak Records]
- 2014 : Henry Fong - Stand Up (DallasK Remix) [OWSLA]
- 2014 : A-Trak, Andrew Wyatt - Push (DallasK Remix) [Fool's Gold Records]
- 2015 : Henry Fong - Stand Up (Halftime) (DallasK Remix) [OWSLA]
- 2015 : MGMT - Electric Feel (DallasK Remix) [Columbia (Sony)]
- 2015 : The Chainsmokers - Good Intentions (DallasK Remix) [Disruptor Records - Sony Music Entertainment]
- 2015 : Galantis - In My Head (DallasK Remix) [Big Beat Records]
- 2015 : Hardwell & DallasK - Area 51 (DallasK Rework) [Revealed Recs]
- 2016 : Tommy Trash - Luv U Giv (DallasK Remix) [Fool's Gold Records]
- 2016 : Martin Garrix & Bebe Rexha - In The Name Of Love (DallasK Remix) [STMPD RCRDS]